# Michaela Niemetz
Michaela Niemetz (* 11. Oktober 1993 in Starnberg) ist eine deutsche Naturbahnrodlerin. Sie startete ab der Saison 2007/2008 im Interkontinentalcup sowie bei Junioren-Welt- und Europameisterschaften und nahm 2010 erstmals an einem Weltcuprennen und 2012 erstmals an einer Europameisterschaft teil.

## Karriere
Niemetz nahm ab dem Winter 2007/2008 an Rennen im Interkontinentalcup teil, erreichte aber meist nur Platzierungen im Schlussfeld. Ihr bestes Gesamtergebnis war der 14. Platz in ihrer ersten Saison 2007/2008, in der sie an vier der fünf IC-Cup-Rennen teilnahm, während sie in den nächsten zwei Jahren nur in einem bzw. zwei Rennen startete. Bei internationalen Juniorenmeisterschaften, an denen sie ab 2008 teilnahm, erzielte sie zunächst ebenfalls nur Resultate im Schlussfeld. Bei der Juniorenweltmeisterschaft 2008 in Latsch wurde sie 16. und Letzte und bei der Junioreneuropameisterschaft 2009 in Longiarü sowie der Juniorenweltmeisterschaft 2010 in Deutschnofen mit den Plätzen 16 und 14 jeweils Vorletzte. Bei der Juniorenweltmeisterschaft 2012 in Latsch erreichte sie hingegen den 10. Platz unter 19 gewerteten Rodlerinnen. Ihren ersten Start im Weltcup hatte Niemetz am 7. Februar 2010 in Latzfons. Dabei belegte sie den 16. und vorletzten Platz. In der Saison 2010/2011 nahm sie an keinen internationalen Wettkämpfen teil, sondern startete nur bei nationalen Wettbewerben. Im Januar 2011 wurde sie in ihrer Altersklasse (Juniorinnen II) Deutsche Juniorenmeisterin.
In der Saison 2011/2012 nahm Niemetz erstmals an mehreren Weltcuprennen teil, wobei der 13. Platz in Nowouralsk ihr bestes Ergebnis war. Im Gesamtweltcup belegte sie Rang 17. Zwei Wochen nach ihrem zehnten Platz bei der Junioren-WM nahm sie auch an der Europameisterschaft 2012 in Nowouralsk teil, wo sie unter 16 gewerteten Rodlerinnen den 14. Platz belegte und nach dem Ausfall von Veronika Nachmann die einzige Deutsche im Klassement war.

## Erfolge

### Europameisterschaften
- Nowouralsk 2012: 14. Einsitzer

### Juniorenweltmeisterschaften
- Latsch 2008: 16. Einsitzer
- Deutschnofen 2010: 14. Einsitzer
- Latsch 2012: 10. Einsitzer

### Junioreneuropameisterschaften
- Longiarü 2009: 16. Einsitzer

### Weltcup
- 2 Platzierungen unter den besten 15